# Бей (Румунія)
Бей (рум. Băi) — село у повіті Алба в Румунії. Входить до складу комуни Відра.
Село розташоване на відстані 325 км на північний захід від Бухареста, 58 км на північний захід від Алба-Юлії, 71 км на південний захід від Клуж-Напоки, 145 км на північний схід від Тімішоари.

## Населення
За даними перепису населення 2002 року у селі проживали 10 осіб, усі — румуни. Усі жителі села рідною мовою назвали румунську.